# Романовка (Николаевский район)
Романовка (укр. Романівка) — село, относится к Николаевскому району Одесской области Украины.
Население по переписи 2001 года составляло 364 человека. Почтовый индекс — 67041. Телефонный код — 8–04857. Занимает площадь 1,47 км². Код КОАТУУ — 5123581403.

## Местный совет
67040, Одесская обл., Николаевский р–н, с. Антонюки, ул. Ленина, 25